# Siwan (Stadt)
Siwan ist eine Stadt im Bundesstaat Bihar im Osten Indiens. Sie ist Hauptstadt des Distrikt Siwan. Siwan hat den Status eines City Council (indisch Nagar parishad). Die Stadt ist in 38 Wards gegliedert. Sie ist ungefähr 80 km von Bihars Hauptstadt Patna entfernt und befindet sich nahe der Grenze zu Uttar Pradesh.

## Demografie
Die Einwohnerzahl der Stadt liegt laut der Volkszählung von 2011 bei 135.066. Siwan hat ein Geschlechterverhältnis von 909 Frauen pro 1000 Männer und damit einen für Indien üblichen Männerüberschuss. Die Alphabetisierungsrate lag bei 79,61 % im Jahr 2011. Knapp 64,7 % der Bevölkerung sind Hindus, ca. 34,2 % sind Muslime und ca. 1,1 % gehören anderen oder keiner Religionen an. 13,5 % der Bevölkerung sind Kinder unter 6 Jahren. 6,1 % der Bevölkerung sind Teil der Scheduled Castes.

## Infrastruktur
Das National Highway 531 verbindet Siwan mit Gopalganj und Chhapra. Die Stadt hat zudem einen eigenen Bahnhof, von dem aus die großen Städte Indiens erreicht werden können.